# Simpel-Engels-Wikipedia
De Simpel-Engels-Wikipedia (Engels: Simple English Wikipedia) is een Engelstalige versie van Wikipedia, geschreven in Basic English. Deze versie van Wikipedia probeert onder meer moeilijke woorden te vermijden. Zo hoopt men met name diegenen te bedienen voor wie Engels niet de moedertaal is en jongeren, voor wie dit de eerste kennismaking is met het onderwerp. 
Veel artikelen zijn beknopter dan hun Engelse tegenhangers.
Op 26 juli 2006 behaalde de Simpel-Engels-Wikipedia 10.000 artikelen. Op 27 januari 2008 had het meer dan 24.000 artikelen, meer dan 67.000 pagina's en meer dan 14.000 geregistreerde leden. De huidige aantallen zijn hier te vinden.